# Гельсінська декларація
 Про політичні декларації див. Гельсінські угоди
Гельсінська декларація (англ. Declaration of Helsinki) — це набір етичних принципів щодо експериментів на людях спочатку розроблена у 1964 році для медичної спільноти Всесвітньою медичною асоціацією (ВМА). Вона широко вважається наріжним документом етики людських досліджень.
Перша її редакція була прийнята в червні 1964 року в Гельсінки, Фінляндія, після чого зазнала вісім переглядів, останній в 2000 році. Декларація розширює принципи, вперше сформульовані в Нюрнберзькому кодексі і застосовує ці ідеї безпосередньо до клінічної дослідної роботи.
Як і Нюрнберзький кодекс, Гельсінська декларація робить центральним документом етичної дослідницької діяльності інформовану згоду, однак допускає згоду представника суб'єкта дослідження, якщо він є недієздатною особою, зокрема неповнолітнім або людиною з фізичною або психічною неповноцінністю, через яку він не здатний дати інформовану згоду самостійно.
Декларація не є юридично обов'язковим документом міжнародного права, але натомість черпає свою силу через ступінь його кодифікації в національному чи регіональному законодавстві та нормативних актах або впливу на них. Її роль була описана на одному з бразильських форумів у 2000 році такими словами: «Хоча Гельсінська декларація є відповідальністю Всесвітньої медичної асоціації, цей документ слід вважати власністю всього людства».
У широкому сенсі це твердження зводиться до того факту, що інтереси пацієнта завжди стоять на першому місці та переважають над інтересами дослідження, що участь має бути суворо добровільною і що лікар завжди повинен ставити інтереси пацієнта на перше місце і, якщо необхідно, захистити пацієнта від нього самого. Дослідження дозволено лише в тому випадку, якщо результати також опубліковані та якщо план дослідження є науково обґрунтованим, щоб висновки також були обґрунтованими.
Дослідження дозволено лише в тому випадку, якщо воно не може бути проведене іншим менш ризикованим або менш стресовим способом і якщо кращий спосіб лікування чи метод ще не відомі.
Чи виконуються всі ці умови, повинні оцінювати комітети, які самі не зацікавлені в дослідженні.
Чітке розмежування поняття «хворий» в одних випадках, і поняття «досліджуваний» в інших — фундаментальний момент Гельсінської декларації.

## Перегляди декларації
Декларація кілька разів зазнала редакційних змін. Основні рекомендації Гельсінської декларації неодноразово оновлювалися: Токіо (Японія, 1975); Венеція (Італія, 1983); Гонконг (Китай, 1989); Сомерсет-Вест (Південна Африка, 1996); Единбург (Шотландія, 2000); Вашингтон (США, 2002).
Остання суттєва поправка тексту декларації внесена в 2000 році і стосувалася суперечливої ситуації, що склалася навколо плацебо-контрольованих досліджень і вивчення засобів для лікування ВІЛ та СНІД. Після чого було додано ще дві примітки до окремих пунктів декларації, доданих в 2002 та 2004 році.